# Євсєєв Олександр Микитович
Євсєєв Олександр Микитович — український кінооператор, член Національної спілки кінематографістів України.
Народився 1 вересня 1951 року в Києві. Закінчив Всесоюзний державний інститут кінематографії.
Працює на студії «Київнаукфільм».

## Фільмографія
Зняв стрічки:
- «Дай руку мені…» (1990)
- стрічки «Доля. Фільм 31», «Увертюра. Фільм 32», «Іспит. Фільм 33» в документальному циклі «Невідома Україна. Нариси нашої історії» (1993)
- «Зима надії» (1996)
- «Хто ви є, містер Джекі?» (2001) та ін.